# Middlebury College
Middlebury College est une « université d'arts libéraux » privée dont le campus principal se trouve à Middlebury, une petite ville de l'État du Vermont aux États-Unis. Grâce à son architecture, à son aménagement paysager et à ses vues des Green Mountains et des Adirondacks, le campus de Middlebury College est célébré pour sa beauté.
Aujourd’hui, Middlebury College compte parmi les meilleures universités d’arts libéraux aux États-Unis. Elle est particulièrement réputée pour la qualité de son enseignement en langues étrangères, mais aussi pour ses programmes en économie, en études internationales, et en études environnementales.
L'université est citée parmi les Little Ivies (en) et les Hidden Ivies (en) pour le rigueur de ses programmes académiques, et un taux d'acceptation comparable aux écoles de la Ivy League, malgré une taille beaucoup plus modeste.
En 2020, Middlebury College comptait  2 580 étudiants originaires de tous les États-Unis et de plus de 70 pays étrangers.

## Organisation

### Campus de Middlebury
Comme la plupart des universités d'arts libéraux, Middlebury College se concentre particulièrement sur un enseignement supérieur de premier cycle, amenant à un diplôme de niveau licence (Bachelor of Arts), proposé dans plus de 44 disciplines différentes. Les matières les plus populaires y sont l'économie, l'informatique, la neuroscience, la science politique et la science de l'environnement.
Les étudiants-athlètes de l’université participent à des compétitions contre ceux des dix autres universités d’arts libéraux réunies avec Middlebury dans la New England Small College Athletic Conference (NESCAC).

### Autres Campus
Cependant, Middlebury College propose aussi des diplômes de niveau Master et Doctorat, au sein de deux établissement (Graduate schools) situés en dehors du campus historique : 
- Le Middlebury Institute of International Studies at Monterey (en), à Monterey en Californie, proposant principalement un enseignement en relations internationales, en commerce international, en enseignement de langue et en traduction.
- La Bread Loaf School of English, située à Ripton dans le Vermont, dédiée en particulier à l'enseignement de la littérature en langue anglaise[4]. L'école doit notamment son développement au poète américain Robert Frost, qui y enseigna pendant plus de quarante ans[5]. Elle compte elle-même des antennes délocalisées à Monterey en Californie[6], à Santa Fe dans le Nouveau-Mexique[7] et à l'Université d'Oxford au Royaume-Uni[8].

Pour les étudiants de premier cycle de Middlebury College mais aussi ceux de nombreuses autres universités américaines, les C.V. Starr-Middlebury Schools Abroad (en), un réseau de 38 écoles dans plus de 17 pays, servant pour des programmes d'échange à l'étranger. Les Middlebury schools abroad présentent la plupart du temps des partenariats avec des institutions dans la ville dans laquelle elles se trouvent. Leurs étudiants peuvent ainsi étudier à l'Université d'Oxford au Royaume-Uni, à Sciences-Po Paris en France, à l'Université du Chili, ou à l'Université normale de la capitale en Chine.

### Écoles de langues
Les écoles de langues du Middlebury College, qui ont commencé avec la création de l'école d'allemand en 1915, proposent un enseignement intensif de dix langues pendant des sessions d'été de six, sept ou huit semaines, principalement sur le campus historique de Middlebury.
Ces écoles accueillent environ 1 350 étudiants chaque été. Elles utilisent toutes une approche basée sur l'immersion totale. Tous les étudiants des écoles de langues doivent signer et respecter le "Language Pledge" de Middlebury, un engagement à utiliser exclusivement la langue étudiée pendant la durée de leur séjour à l'école.
L'enseignement de premier cycle, accessible aux étudiants, aux fonctionnaires et aux personnes issues de milieux professionnels, est proposé en abénaqui (à partir de l'été 2020, la première session accréditée ayant eu lieu à l'été 2021), arabe, chinois, français, allemand, hébreu, italien, japonais, portugais, russe, coréen et espagnol.

## Classements
Selon le journal US news and world report, en 2022, Middlebury College se classe 9e parmi les universités d'arts libéraux aux États-Unis.
Le site spécialisé Niche (site) (en) classe quant à lui Middlebury College 5e parmi les universités d'arts libéraux pour l'année 2022. Il le classe aussi 32e parmi tous les établissements offrant un enseignement de premier cycle aux États-Unis, derrière Harvard, Princeton ou Columbia, mais devant l'Université de New York, et l'Université de Californie à Berkeley.

## Les directeurs deMiddlebury College
1. Jeremiah Atwater (en), 1800-1809
2. Henry Davis (en), 1809-1818
3. Joshua Bates (en), 1818-1840
4. Benjamin Labaree (en), 1840-1866
5. Harvey Denison Kitchel (en), 1866-1875
6. Calvin Butler Hulbert (en), 1875-1880
7. Cyrus Hamlin (Congregational Missionary) (en), 1880-1885
8. Ezra Brainerd (en), 1885-1908
9. John Martin Thomas (en), 1908-1921
10. Paul Dwight Moody (en), 1921-1943
11. Samuel Somerville Stratton (en), 1943-1963
12. James Isbell Armstrong (en), 1963-1975
13. Olin Clyde Robison (en), 1975-1990
14. Timothy Light (en), 1990-1991
15. John Malcolm McCardell, Jr. (en), 1991-2004
16. Ronald D. Liebowitz (en), 2004-2015
17. Laurie L. Patton (en), 2015-

## Les anciens étudiants connus

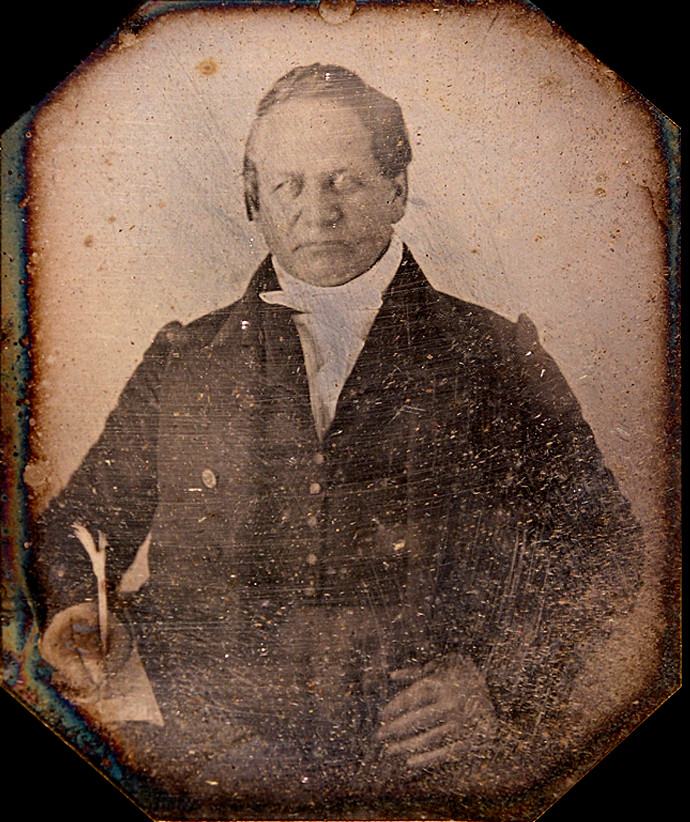
Alexander Twilight (en) (diplômé en 1823) : Premier afro-américain à obtenir un diplôme universitaire, et premier afro-américain élu à la chambre des représentants d'un état fédéré (Vermont).
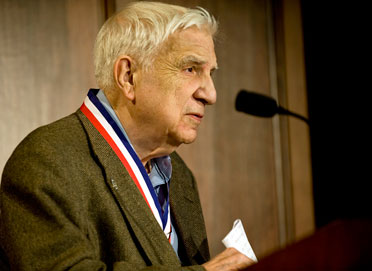
Roger L. Easton (en) (diplômé en 1943) : inventeur du GPS.
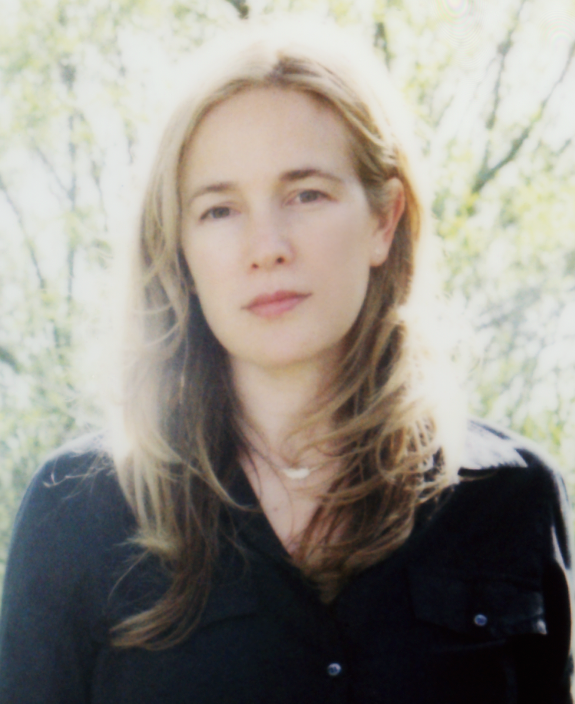
Vendela Vida (diplômée en 1993) : Journaliste, autrice, cofondatrice du journal The Believer (magazine)
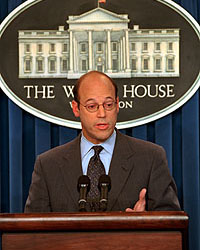
Ari Fleischer (diplômé en 1982) : Porte-parole de la maison blanche sous George W. Bush.
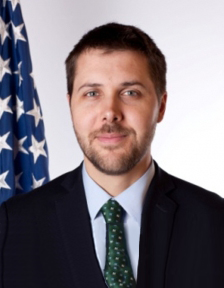
Brian Deese (en) (diplômé en 2000) : Directeur du National Economic Council sous Joe Biden.
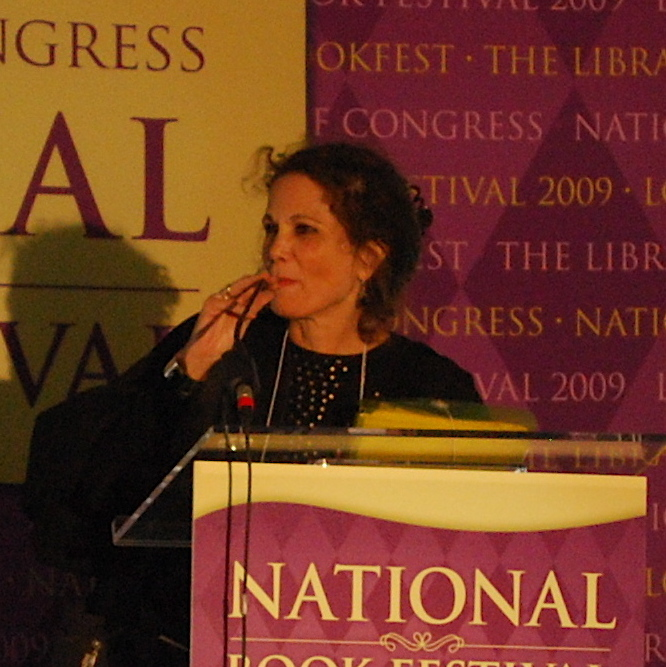
Julia Alvarez (diplômée en 1971) : poétesse, dramaturge et récipiendaire de la National Medal of Arts
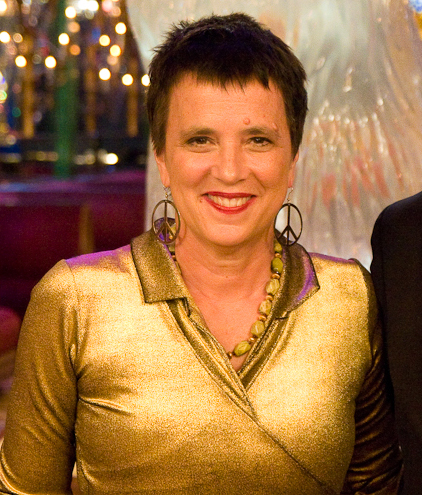
Eve Ensler (diplômée en 1975) : Dramaturge féministe américaine.
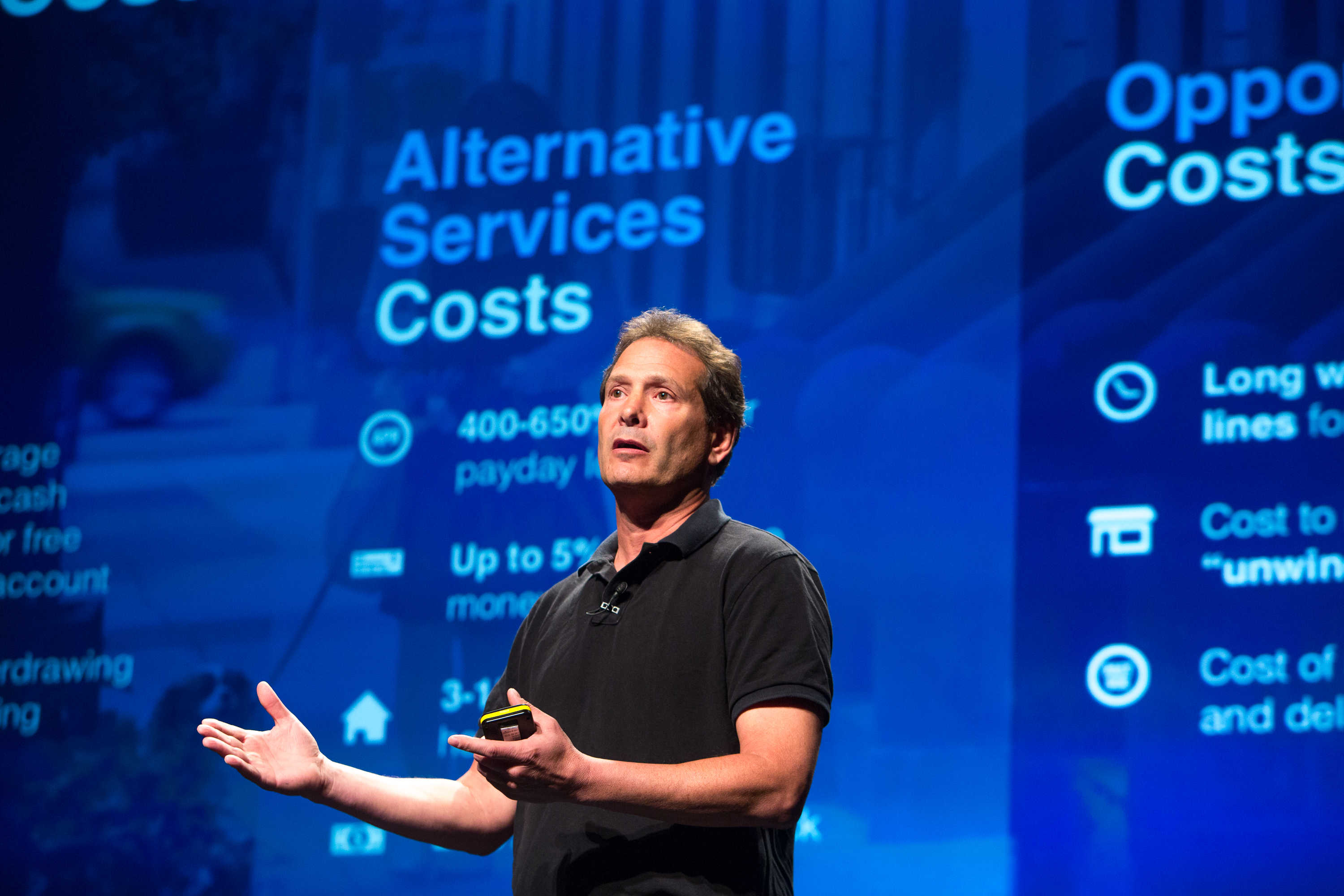
Dan Schulman (diplômé en 1980) : PDG de Paypal
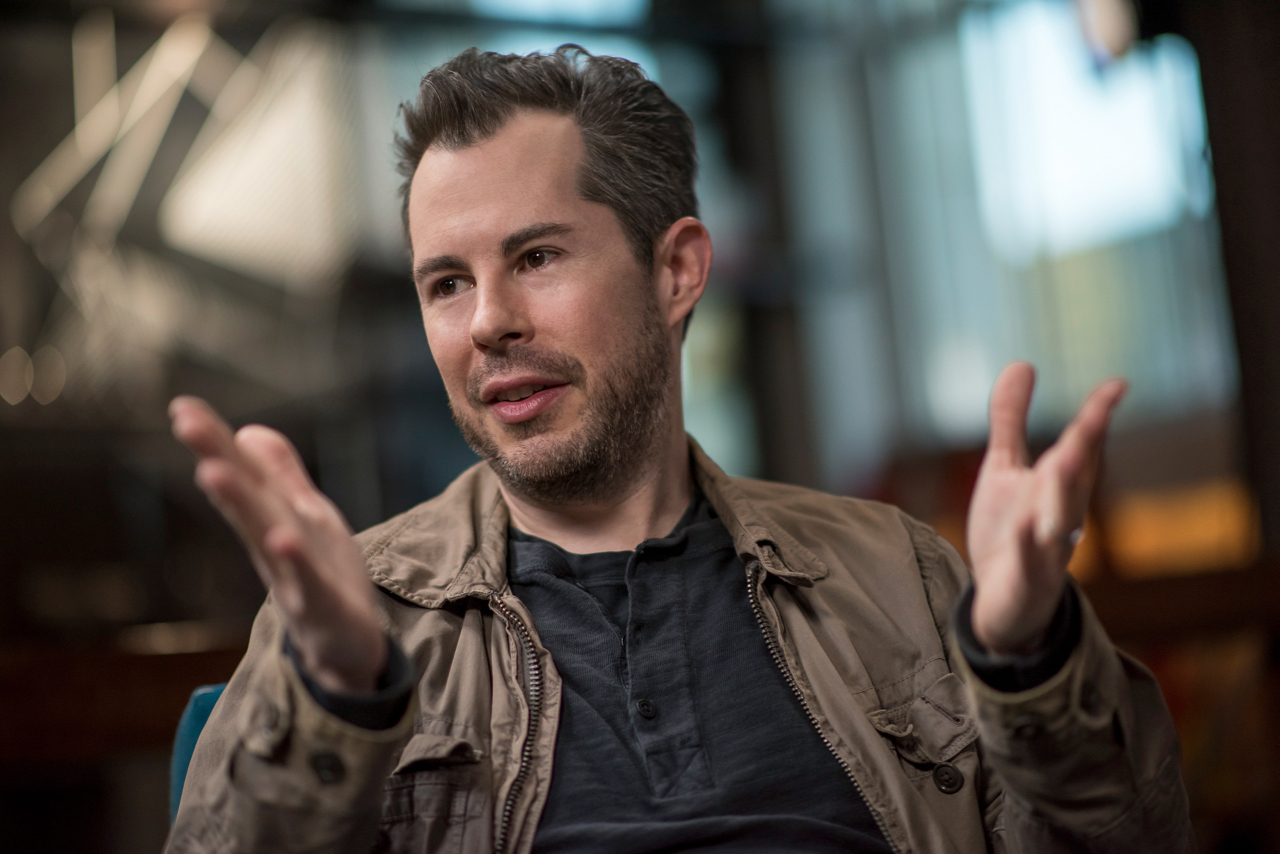
Bill Maris (en) (diplômé en 1997) : PDG de Google venture
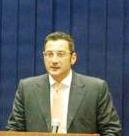
Lado Gurgenidze : 6e premier ministre de Géorgie